# Cantonment

Un cantonment est un lieu de campement militaire ou de garnison britannique, situé le plus souvent en Inde, au Pakistan et au Bangladesh, à l'époque de l'Inde britannique.